# Raymond (Maine)
Raymond és una població dels Estats Units a l'estat de Maine (EUA). Segons el cens del 2000, tenia 4.299 habitants.

## Demografia
Segons el cens del 2000, Raymond tenia 4.299 habitants, 1.616 habitatges i 1.255 famílies. La densitat de població era de 49,9 habitants/km².
Dels 1.616 habitatges en un 37,9% vivien nens de menys de 18 anys, en un 64,7% vivien parelles casades, en un 8,8% dones solteres i en un 22,3% no eren unitats familiars. En el 15,7% dels habitatges vivien persones soles, el 4,8% de les quals corresponia a persones de 65 anys o més que vivien soles. El nombre mitjà de persones que vivien en cada habitatge era de 2,66 i el nombre mitjà de persones que vivien en cada família era de 2,96.
Per edats la població es repartia de la següent manera: un 26,4% tenia menys de 18 anys, un 6,1% entre 18 i 24, un 31,5% entre 25 i 44, un 25,7% de 45 a 60 i un 10,4% 65 anys o més.
L'edat mediana era de 38 anys. Per cada 100 dones de 18 o més anys hi havia 95,9 homes.
La renda mediana per habitatge era de 52.224 $ i la renda mediana per família, de 56.118 $. Els homes tenien una renda mediana de 35.962 $ mentre que les dones, de 30.662 $. La renda per capita de la població era de 25.193 $. Entorn del 3,4% de les famílies i el 4% de la població estaven per davall del llindar de pobresa.